# نام‌ها و عناوین محمد
محمد، پیامبر اسلام، نام‌ها و عناوین متعددی دارد. نام عربی «محمد» به معنای «قابل ستایش» یا «ستوده»، که چهار بار در قرآن تکرار شده‌است، رایج‌ترین نام پیامبر اسلام و بخشی از فراخوان روزانه مسلمانان برای عبادت (اذان) و همین‌طور نمازهای پنجگانه روزانه‌است. شخص ایماندار پس از گواهی دادن بر یگانگی خدا، با به‌زبان آوردن «أشهَدُ أنَ محمداً رسول‌الله»، گواهی یا شهادت به برگزیده‌شدن محمد به عنوان پیامبر خدا، می‌دهد. بدینگونه، بر زبان آوردن تنها این دو گواهی که به «شهادتین» مشهور است، به منزله گرویدن یا وارد شدن در جرگه اسلام است، هرچند در قرآن به تفاوت‌هایی بین اسلام و ایمان از نوع گواهی زبانی و باور قلبی اشاراتی شده‌است.
مسلمانان همواره نام محمد را با احترام مخصوص یاد می‌کنند و با بردن نامش، عبارت «صلي‌الله عليه و سلّم» بمعنی «درود و سلام خدا بر او باد» را پس از آن ادا می‌کنند و بدین‌سان بر او صلوات می‌فرستند و در نوشتجات نامش را به صورت مختصر «محمد (صلّی الله علیه و آله و سلّم)» می‌نویسند.
محمد اسامی بسیار دیگری دارد، از جمله «اسامی مقدس» که به باور مسلمانان توسط خداوند به او بخشیده شده و در موقعیتهای متفاوت به آن نامها خوانده شده‌است. طبق سنت رایج، در نمازها و مناجاتها، ۹۹ نام متفاوت برای خواندن او به‌کار می‌رود که از بین آن‌ها نام «احمد» (مورد ستایش‌ترین) به عنوان نام آسمانی و باطنی محمد، بیشتر مورد توجه بوده و استفاده شده‌است. دانشمندان اسلامی طی قرن‌های متمادی بر این باور بوده‌اند که وقتی عیسی از فرمانروایی فارقلیط (پاراکلتوس) در آینده سخن می‌راند، به احمد اشاره دارد. تنها نمونه کاربرد «احمد» در قرآن، آنجاست که از زبان عیسی بشارتی دربارهٔ آمدن پیامبر اسلام یا این مضمون طرح می‌شود که «من رسول خدا به سوی شمایم، تورات را که پیش از من آمده‌است، تصدیق می‌کنم و به رسولی بشارت می‌دهم که پس از من می‌آید و نام او احمد است.»
همچنین قرآن برای خطاب قرار دادن پیامبر، از برخی دیگر از اسامی چون: نبی (پیامبر)، رسول (فرستاده)، طاها (تطهیرکننده پاک و راهنما)، یاسین (مرد کمال)، مصطفی (برگزیده)، عبدالله (بنده عالی خدا)، حبیب‌الله (محبوب خدا)، ذکرالله (یادآور خدا)، امین (مورد اعتماد)، داعی (دعوتگر) سراج (روشنگر راه راست)، منیر (روشنگر جهان)، هدی (رهنمای حقیقت)، غیاث (یاری‌کننده)، بشیر (هشدار دهنده)، نذیر (یادآور)، مذکّر (تذکردهنده)، شهید (گواه) و مبشر (حامل خبر خوش)، بهره می‌جوید. گاهی محمد، با توجه به موقعیت او در هنگام وحی، با نامهایی مورد خطاب قرار گرفته‌است: به‌طور مثال او در قرآن در آیات ۷۳:۱ و ۷۴:۱، مزمل و مدثر خوانده شده که به معنی «جامه به‌خود پیچیده» می‌باشد. گر چه قرآن در برخی جاها تفاوت قائل شدن بین پیامبران را منع می‌کند، ولی در آیه ۴۰ سوره ۳۳، محمد را «خاتم النبیین» می‌خواند.
محمد در اروپا، به‌طور گسترده‌ای با قالبهای گوناگونی از این نام، شناخته شده‌است. مانند Mahumet, Mahon, Mahomés, Mahun, Mahum (همگی در فرانسه)، Machmet (آلمانی)، Maúmet (ایسلندی قدیم) و
Μουάμεδ/Mouámed، Μωάμετ/Mōámet (همگی در یونانی).